# Vårrödhätting
Vårrödhätting (Entoloma vernum) är en svampart som beskrevs av S. Lundell 1937. Vårrödhätting ingår i släktet Entoloma och familjen Entolomataceae.  Arten är reproducerande i Sverige. Inga underarter finns listade i Catalogue of Life.

## Bildgalleri

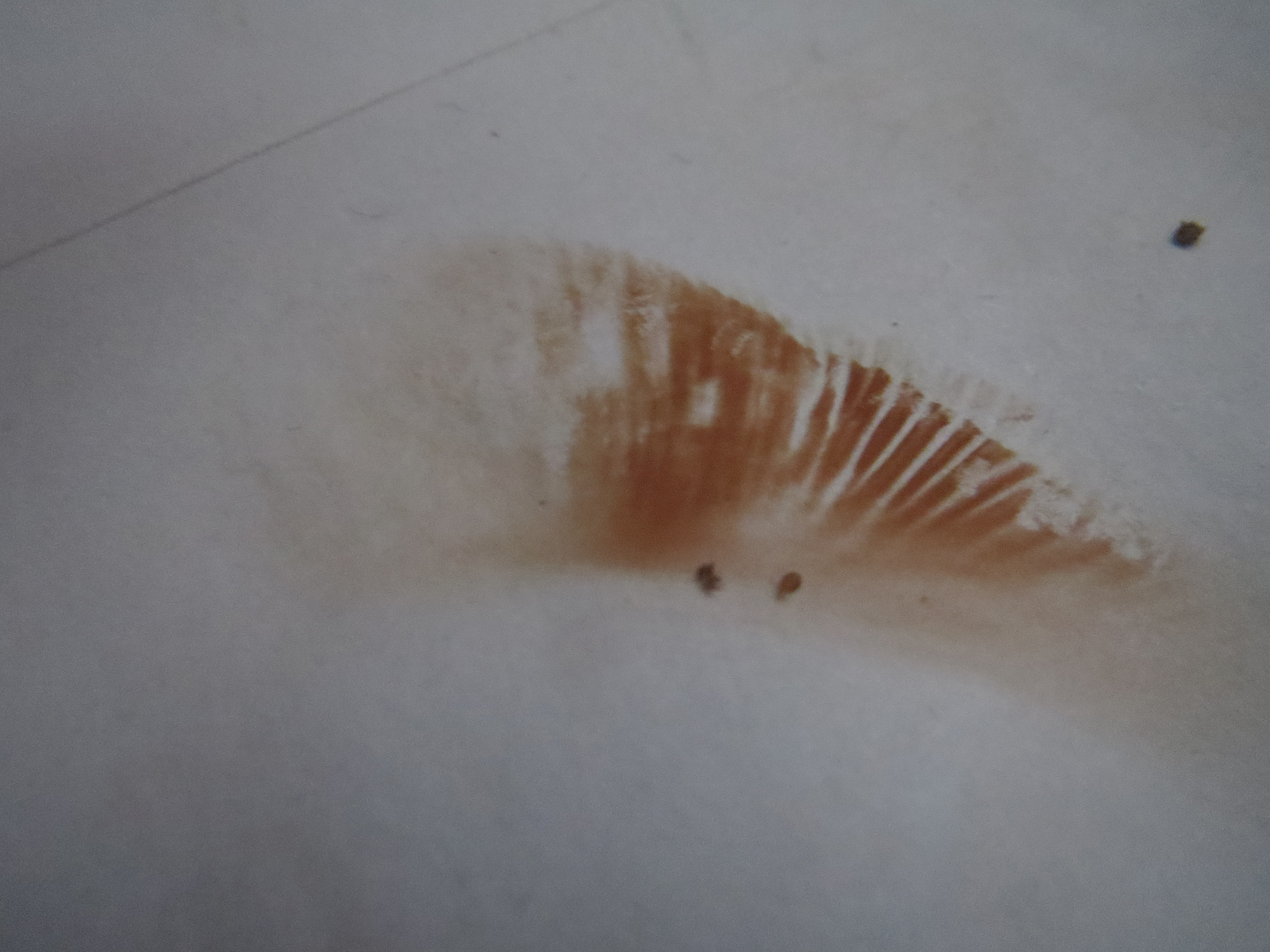
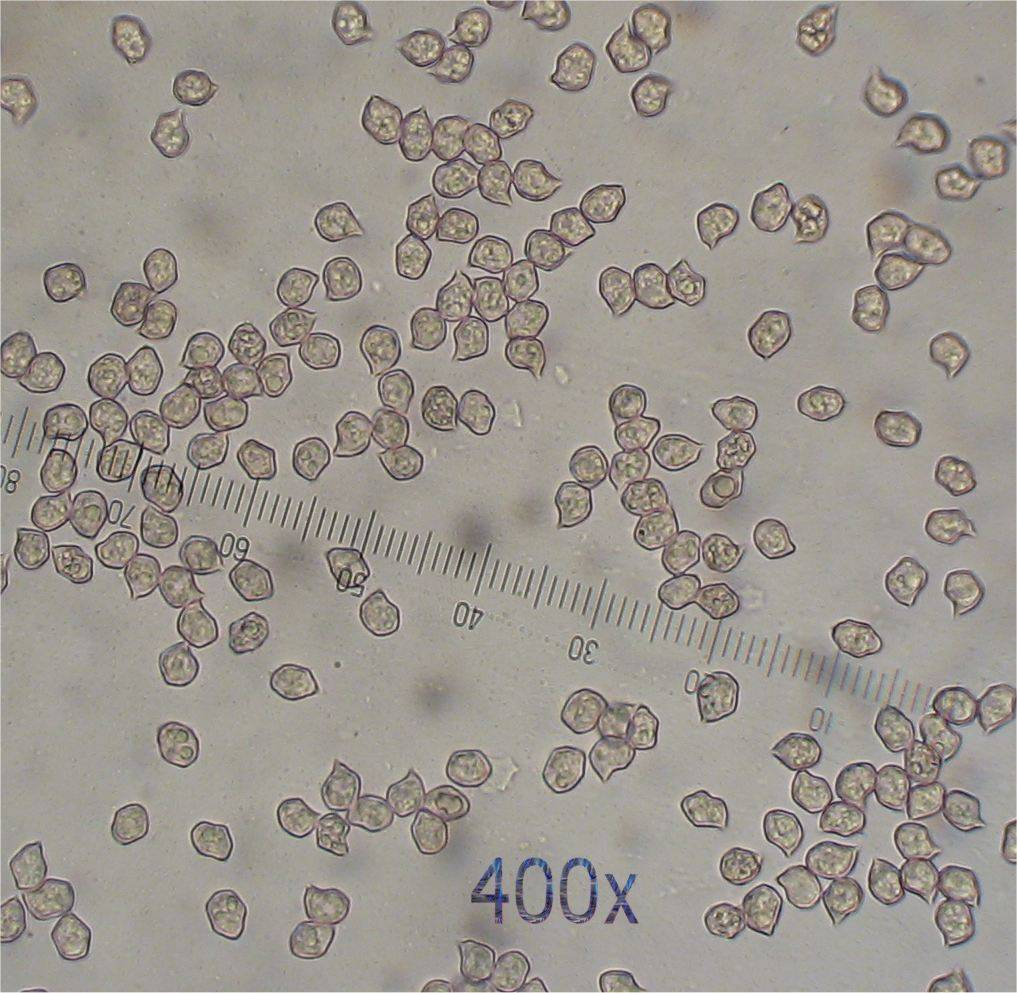
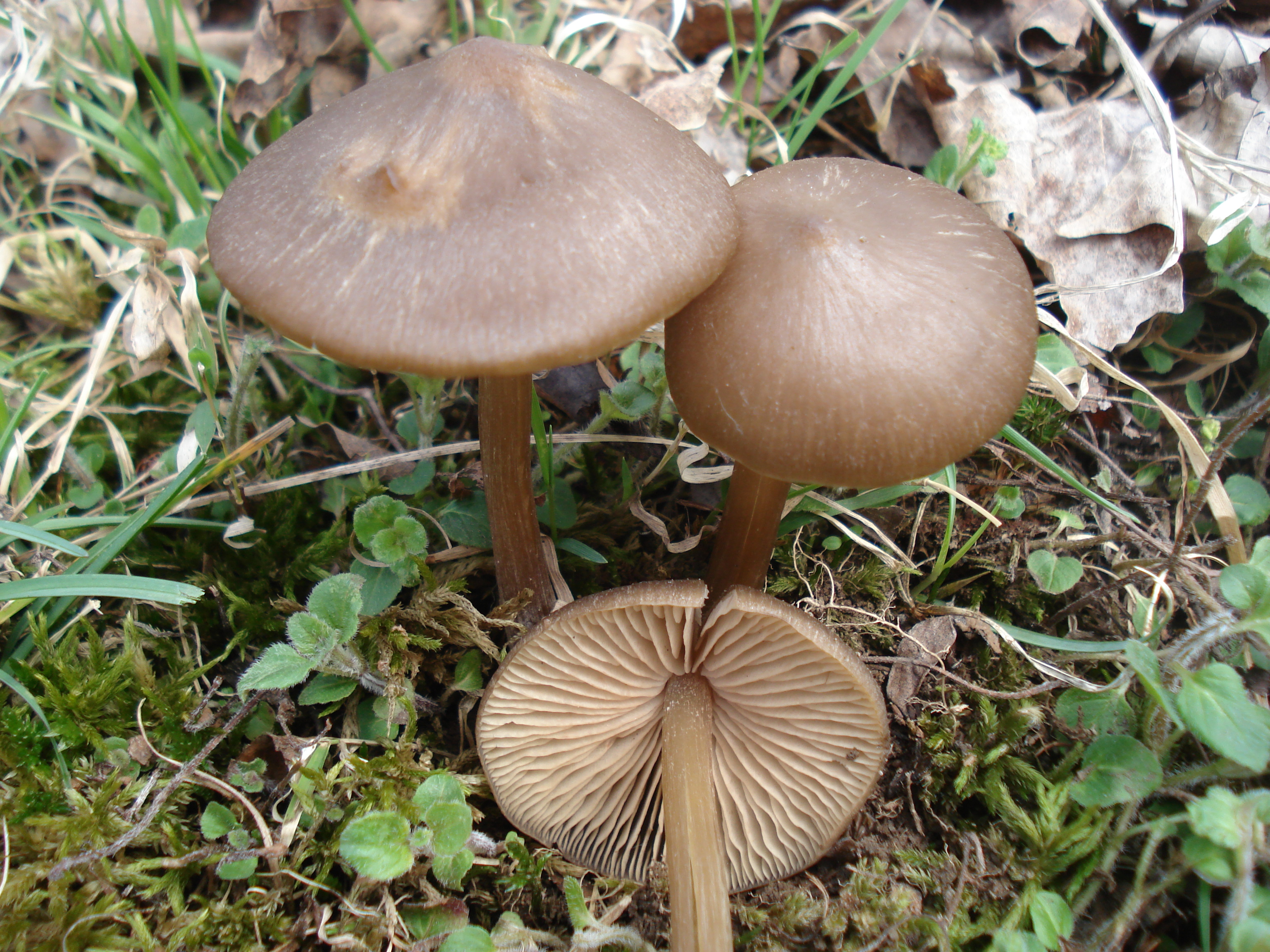
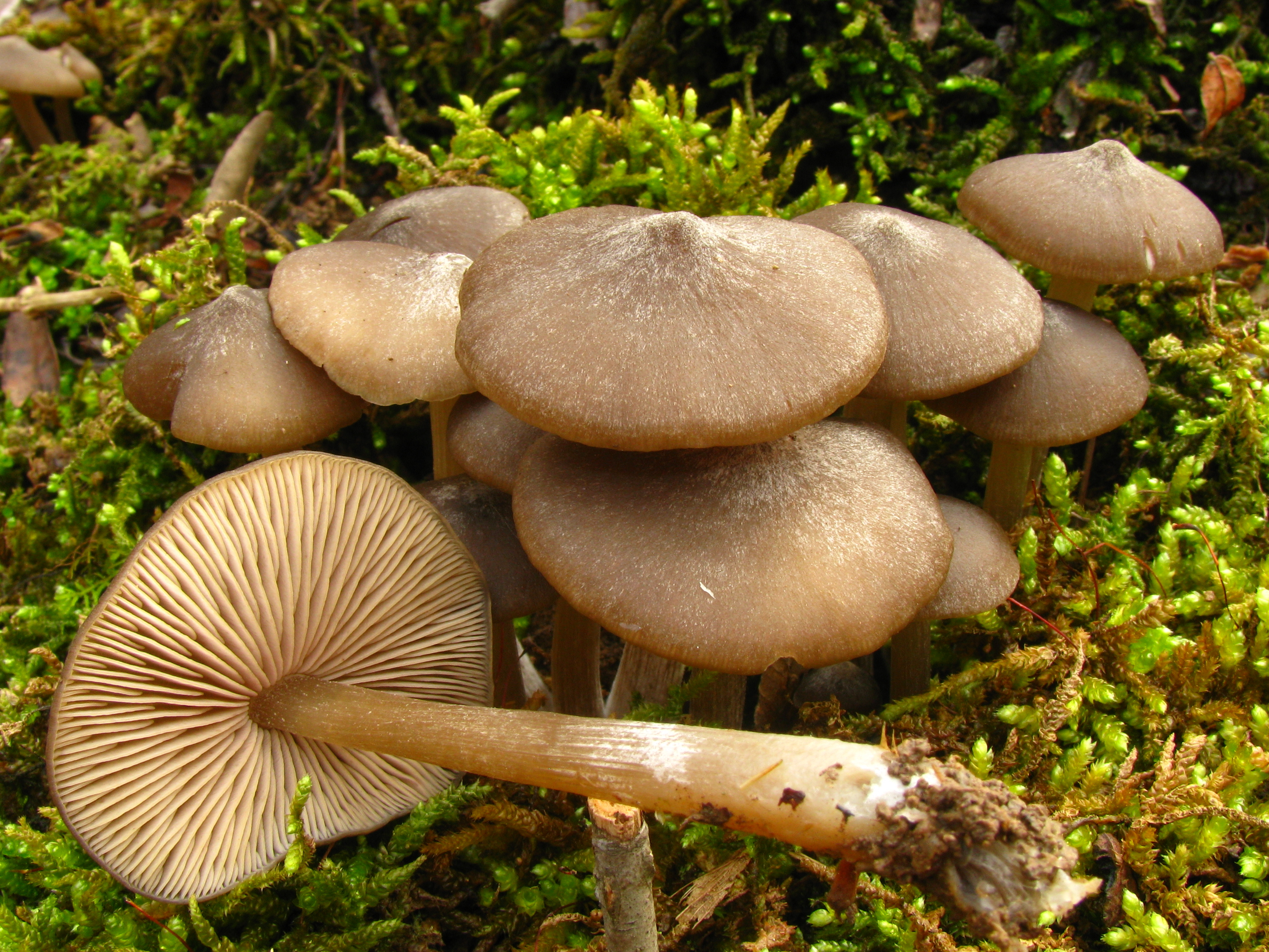